# أرتيم دزيوبا
أرتيم سيرغييفيتش دزيوبا ((بالروسية: Артём Сергеевич Дзюба)‏؛ (بالروسية: ɐrˈtʲɵm sʲɪrˈɡʲeɪvʲɪtɕ ˈdzjubə)‏
؛ مواليد 22 أغسطس 1988 في موسكو) هو لاعب كرة قدم روسي يلعب كمهاجم أكرون والمنتخب الوطني الروسي.

## وصلات خارجية
- أرتيم دزيوبا على موقع الاتحاد الدولي (مؤرشف)  (الإنجليزية)
- أرتيم دزيوبا على موقع الاتحاد الأوربي (الإنجليزية)
- أرتيم دزيوبا على موقع اتحاد تركيا (لاعب) (الإنجليزية)
- أرتيم دزيوبا على موقع قاعدة بيانات كرة القدم.إي يو (الإنجليزية)
- أرتيم دزيوبا على موقع بيانات كرة القدم. دي إي (الألمانية)
- أرتيم دزيوبا على موقع ناشيونال فوتبول تيمز (الإنجليزية)
- أرتيم دزيوبا على موقع Soccerway.com (الإنجليزية)
- أرتيم دزيوبا على موقع عالم كرة القدم.نت (الإنجليزية)
- أرتيم دزيوبا على موقع AS.com (الإسبانية)

- ملف اللاعب على RPFL.org

(بالروسية)